# 프로지벤
프로지벤(ProSieben, Sieben은 독일어로 7을 의미)은 독일을 중심으로 전개하고 있는 위성 TV 방송국으로, 1989년 1월 1일 개국하였다. ProSiebenSat.1 Media 산하에 있다.

## 자매 채널
SAT.1, 카벨 아인스, Sixx, Sat.1 Emotions, 카벨 아인스 클레식, Sat.1 Gold, 풀스 4 (오스트리아)

## 같이 보기
- 프로지벤자트아인스 미디어